# Porsche 918
O Porsche 918 Spyder é um carro superesportivo com motor central desenvolvido pela Porsche. É alimentado por um motor V8 de 4.6 litros normalmente aspirado, desenvolvendo 453 kW (600 cavalos-vapor), com dois motores elétricos que fornecem 208 kW (300 cavalos-vapor) adicionais para uma saída combinada de 661 kW (900 cavalos-vapor). O conjunto de baterias de íon-lítio de 6,8 kWh do 918 Spyder entrega uma autonomia elétrica de 12 milhas (20 quilômetros) sob testes de cinco ciclos da Agência de Proteção Ambiental dos Estados Unidos. O carro tem uma velocidade máxima de cerca de 340 km/h (211 mph).

## Produção e vendas
A versão de produção foi apresentada no Salão do Automóvel de São Paulo de 2014. Em 2015 o modelo Porsche 918 Spyder estará sendo produzido em uma série limitada. São desenvolvidos em Weissach e montados em Zuffenhausen. A Porsche planeja fabricar 918 unidades do modelo dos anos 2014 e 2015, a produção começou em 18 de setembro de 2013, com entregas programadas para começar em dezembro de 2013. As vendas nos Estados Unidos estão programadas para o início de 2014. O preço para o 918 Spyder se encontra nos Estados Unidos a partir de US$ 845 mil.

## Recorde em Nürburgring
A Porsche anunciou que, em 4 de setembro de 2013, um 918 equipado com o 'Pacote Weissach' opcional, estabeleceu um tempo de volta em Nürburgring de 6:57 na seção de 20,6 quilômetros (10 milhas), reduzindo o recorde anterior em 14 segundos, o que faz com que o primeiro carro feito legalmente para as ruas rompa a barreira dos 7 minutos.

## Galeria

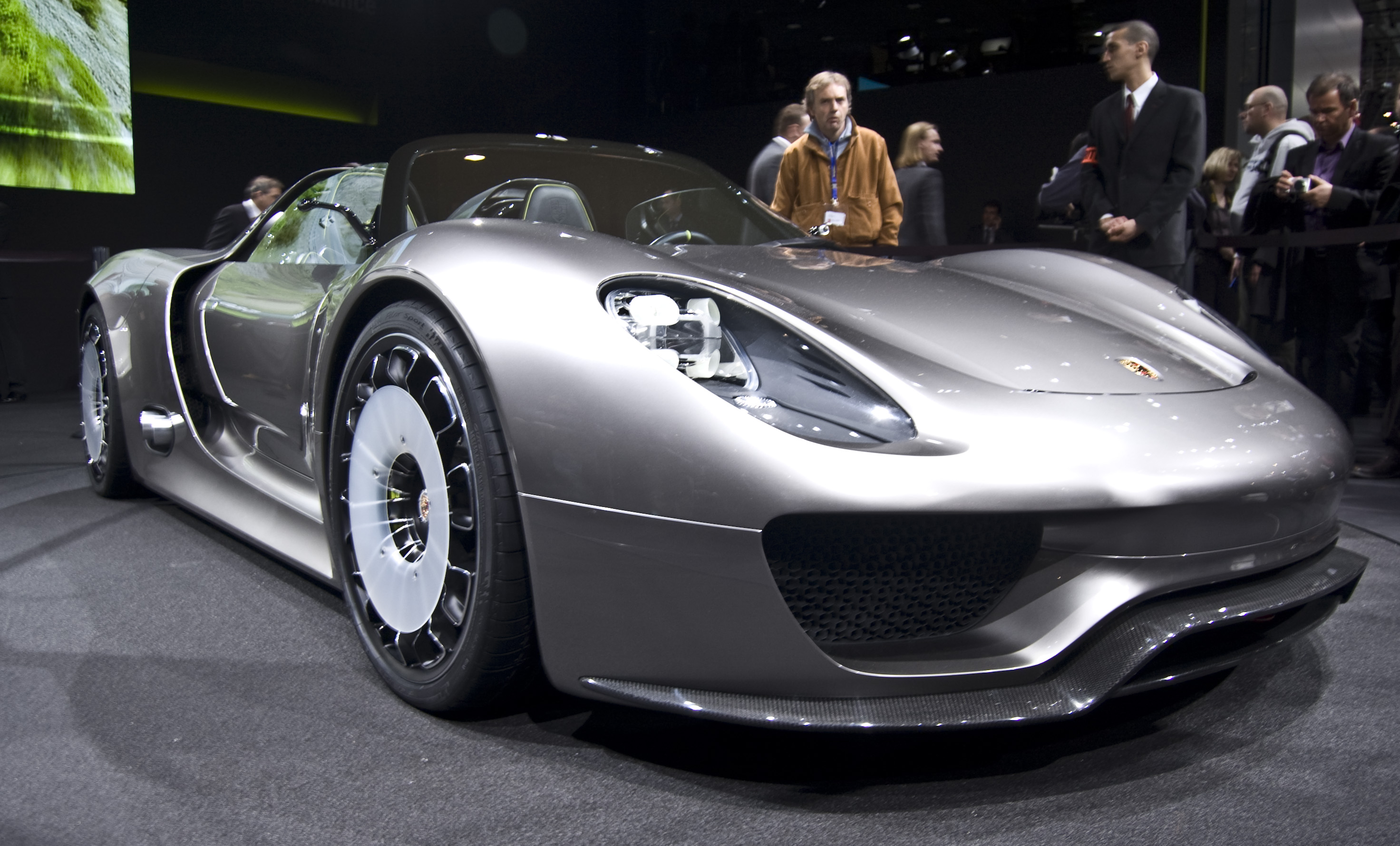
O 918 Spyder no Salão do Automóvel de Genebra de 2010
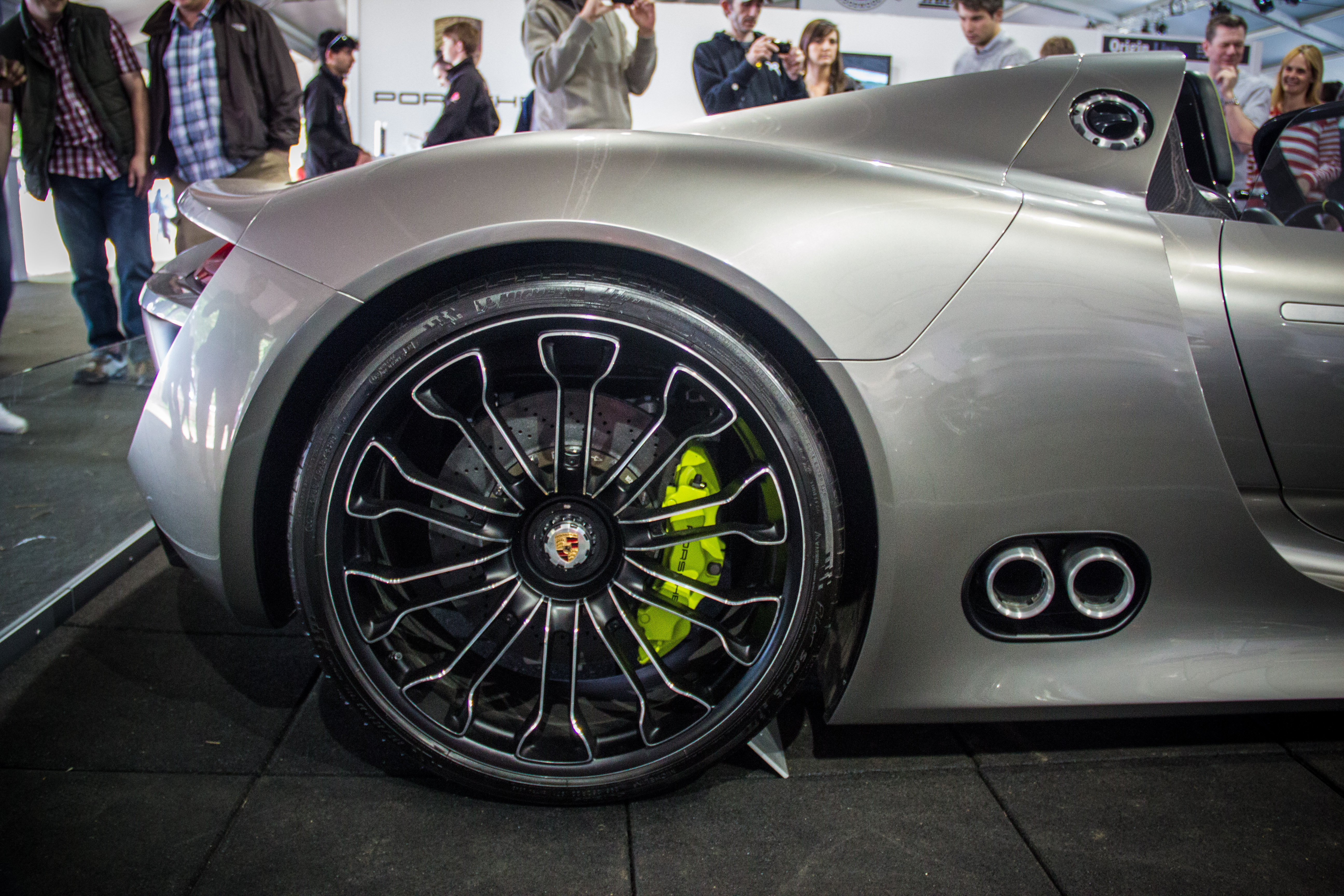
Lado traseiro direito do 918 Spyder
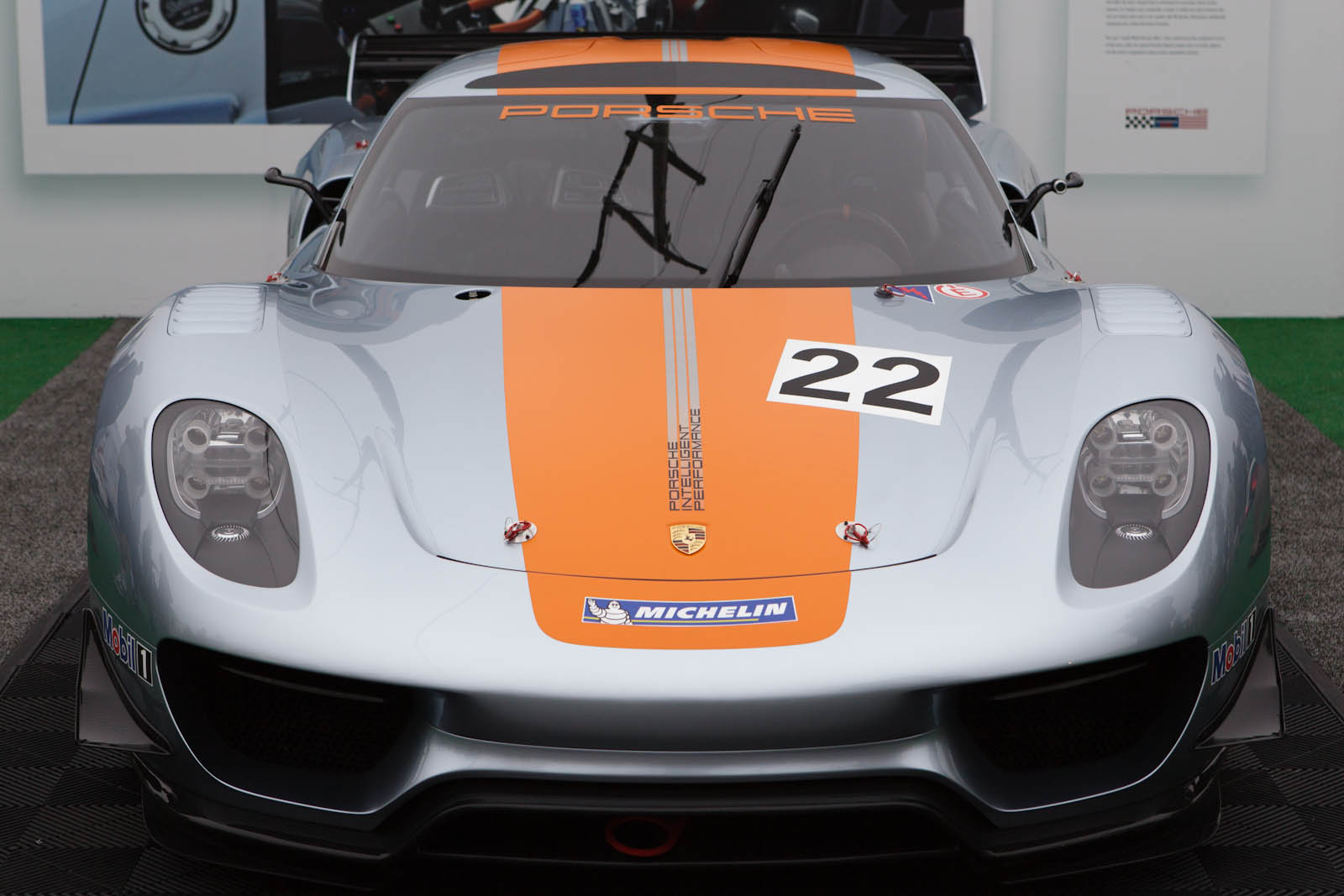
Vista frontal do 918 RSR
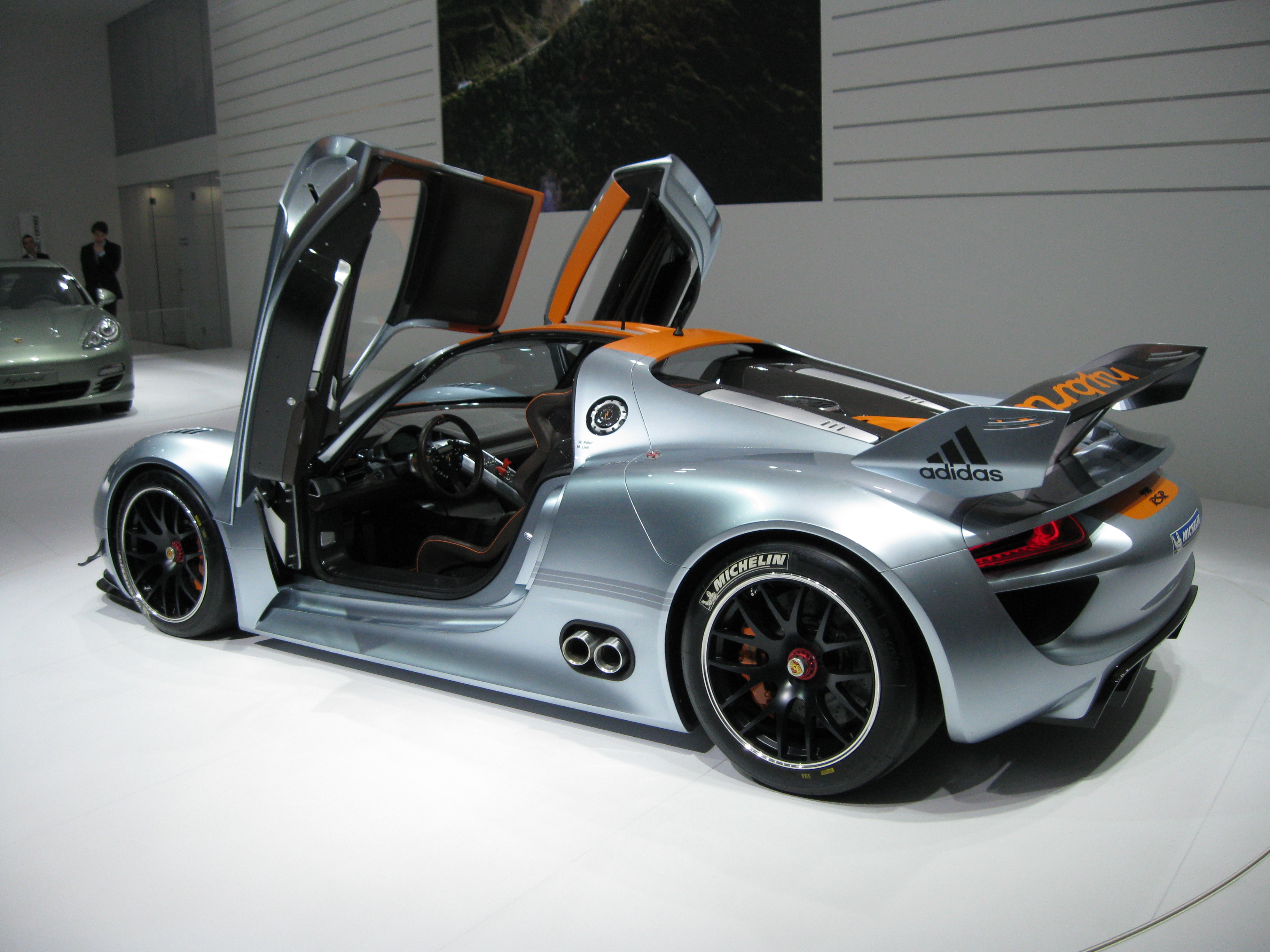
O 918 RSR no Salão do Automóvel de Genebra de 2011
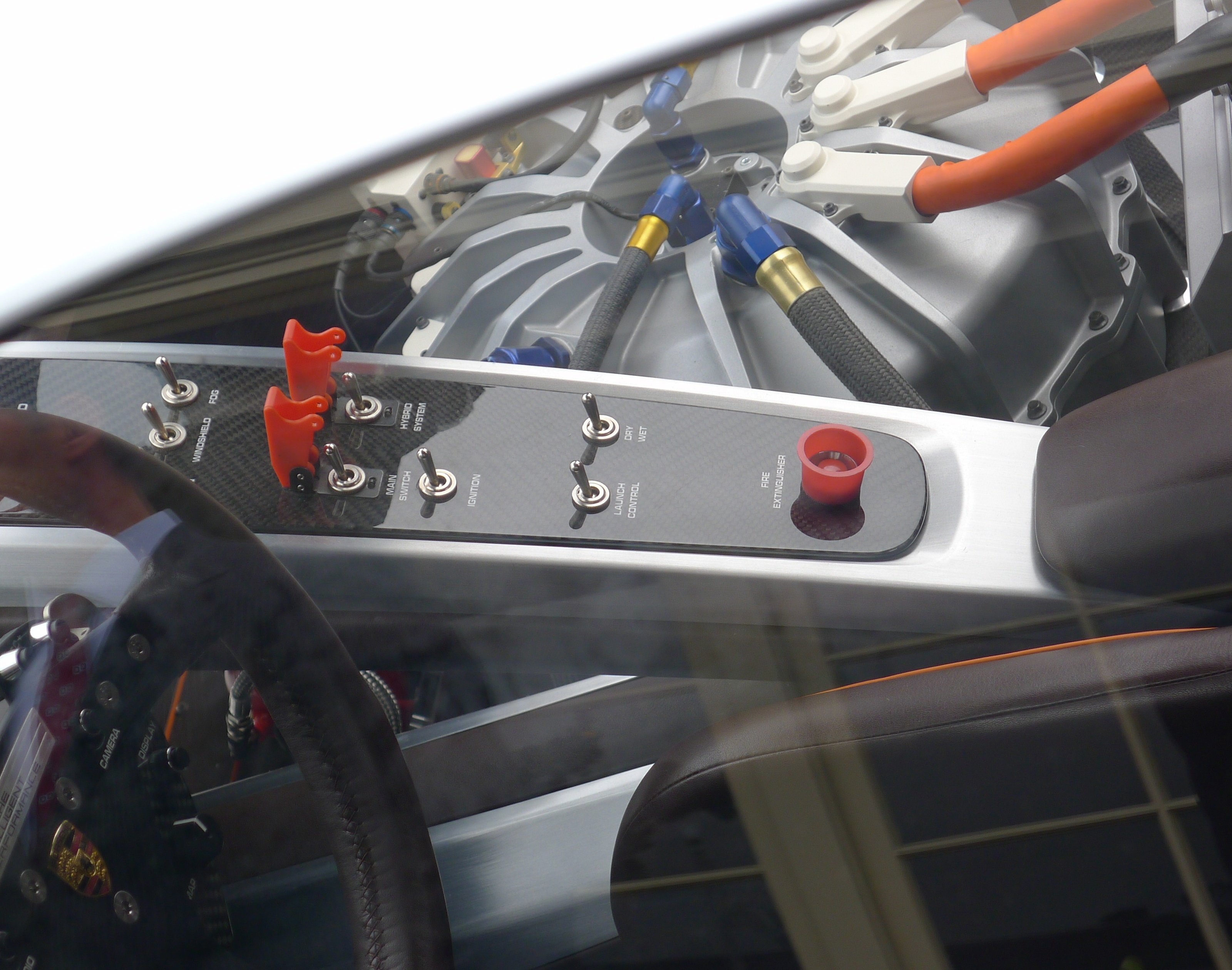
Volante e console central do Porsche 918 RSR
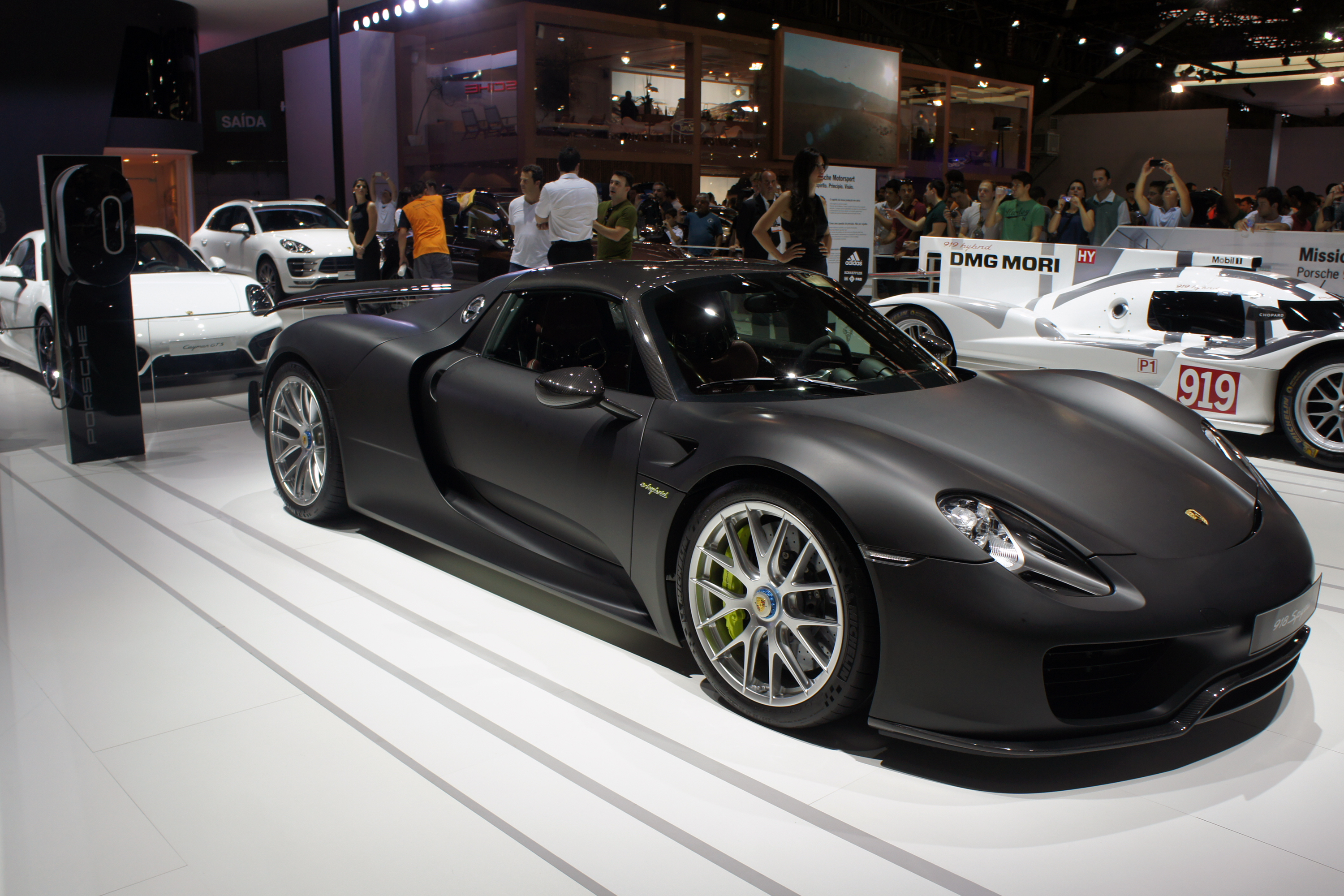
O 918 Spyder no Salão do Automóvel de São Paulo de 2014